# Atulie'er
 (septembre 2024).
La mise en forme du texte ne suit pas les recommandations de Wikipédia : il faut le « wikifier ».
Les points d'amélioration suivants sont les cas les plus fréquents. Le détail des points à revoir est peut-être précisé sur la page de discussion.
- Les titres sont pré-formatés par le logiciel. Ils ne sont ni en capitales, ni en gras.
- Le texte ne doit pas être écrit en capitales (les noms de famille non plus), ni en gras, ni en italique, ni en « petit »…
- Le gras n'est utilisé que pour surligner le titre de l'article dans l'introduction, une seule fois.
- L'italique est rarement utilisé : mots en langue étrangère, titres d'œuvres, noms de bateaux, etc.
- Les citations ne sont pas en italique mais en corps de texte normal. Elles sont entourées par des guillemets français : « et ».
- Les listes à puces sont à éviter, des paragraphes rédigés étant largement préférés. Les tableaux sont à réserver à la présentation de données structurées (résultats, etc.).
- Les appels de note de bas de page (petits chiffres en exposant, introduits par l'outil «  Source ») sont à placer entre la fin de phrase et le point final[comme ça].
- Les liens internes (vers d'autres articles de Wikipédia) sont à choisir avec parcimonie. Créez des liens vers des articles approfondissant le sujet. Les termes génériques sans rapport avec le sujet sont à éviter, ainsi que les répétitions de liens vers un même terme.
- Les liens externes sont à placer uniquement dans une section « Liens externes », à la fin de l'article. Ces liens sont à choisir avec parcimonie suivant les règles définies. Si un lien sert de source à l'article, son insertion dans le texte est à faire par les notes de bas de page.
- La présentation des références doit suivre les conventions bibliographiques. Il est recommandé d'utiliser les modèles {{Ouvrage}}, {{Chapitre}}, {{Article}}, {{Lien web}} et/ou {{Bibliographie}}. Le mode d'édition visuel peut mettre en forme automatiquement les références.
- Insérer une infobox (cadre d'informations à droite) n'est pas obligatoire pour parachever la mise en page.

Pour une aide détaillée, merci de consulter Aide:Wikification.
Si vous pensez que ces points ont été résolus, vous pouvez retirer ce bandeau et améliorer la mise en forme d'un autre article.
 (septembre 2024).
Le village d'Atulie'er (en chinois : 阿土列尔村 ; en pinyin : Ātǔliè ěr cūn), également appelé Atuleer et Ado Ler, est situé dans le district de Zhaojue de la préfecture autonome Liangshan Yi dans la province chinoise du Sichuan. Le village d'Atulie'er abrite 72 familles.
Le village vieux de 200 ans est perché à 1400m d'altitude, ce qui l'isole. Il est entouré de falaises quasi verticales au-dessus et en dessous, ce qui peut faire penser à la forme d'un siège de chaise.
Les enfants du village sont donc contraints d'utiliser une série d'échelles, autrefois faites de vigne ou de bois, pour gravir ou descendre les 800 mètres (2 625 pi) de falaise et atteindre une école dans la vallée en contrebas. Un périple qui n'est pas sans danger puisqu'au moins 7 personnes ont trouvé la mort.
Heureusement aujourd'hui, pour plus de sécurité les anciennes échelles ont été remplacées par du métal.
Les étudiants voyagent entre leur école et leur résidence toutes les deux semaines et pendant la période scolaire ils résident dans des dortoirs sur le campus en raison de la dangerosité du trajet.
En 2015, Chen Jie du Beijing News a photographié des enfants utilisant les échelles.. Les images sont devenues virales, poussant les autorités locales à annoncer qu'elles construiraient un escalier pour aider les étudiants.
En mai 2016, le village a été le sujet d'une vidéo pour The Guardian, mettant d'autant plus en lumière ce village atypique.
En 2020, le gouvernement chinois a commencé à relocaliser la majorité des habitants d'Atulie'er vers le siège du District de Zhaojue et à convertir le village restant en site touristique.